# Sant Gil de Folquer
Sant Gil de Folquer és una església a la caseria Folquer del municipi d'Artesa de Segre inclosa en l'Inventari del Patrimoni Arquitectònic de Catalunya.

## Descripció

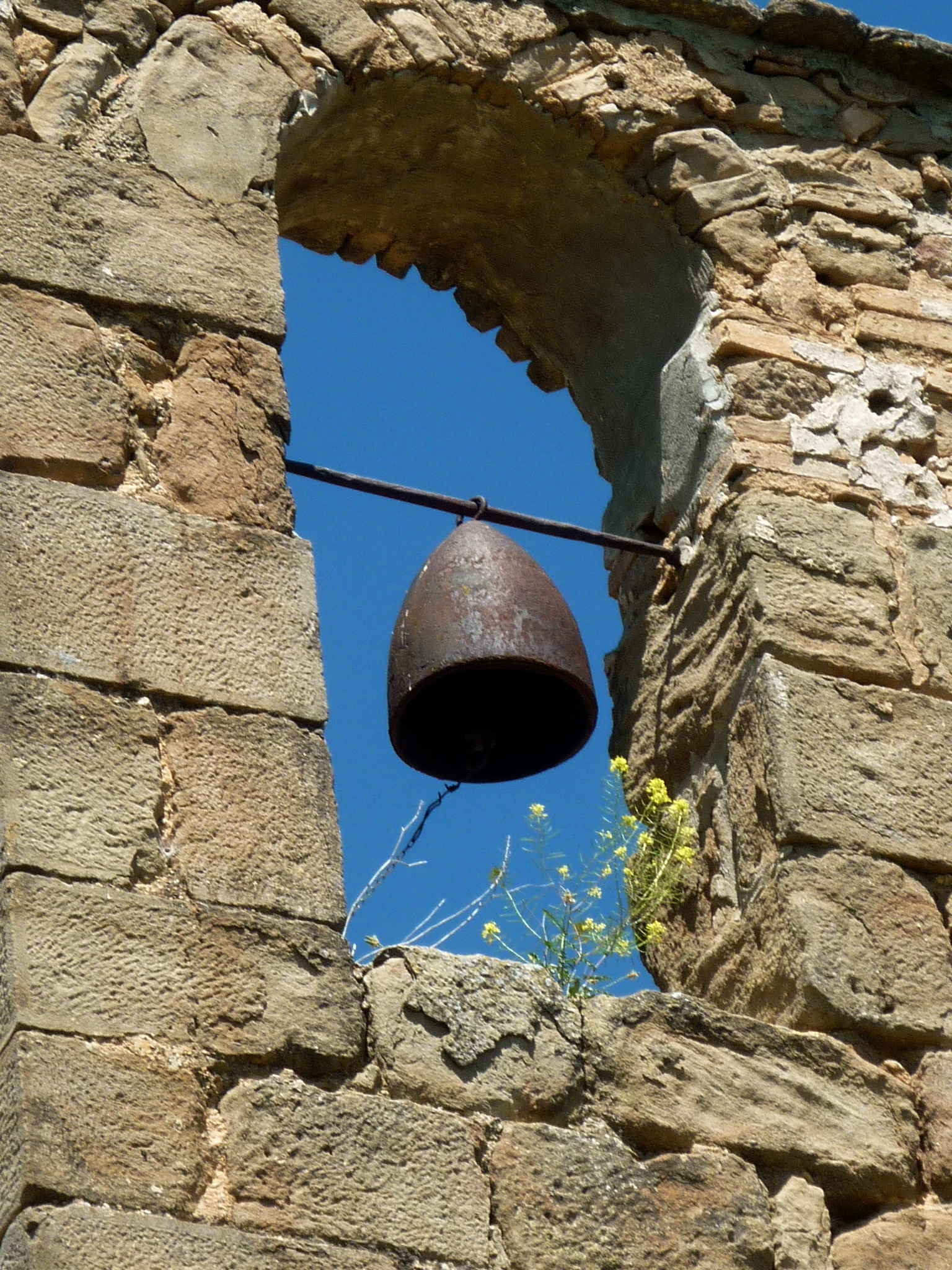
Un obús fa de campana

Temple de planta rectangular i d'una nau, amb capella adossada al lateral. La façana principal té un porta amb arc de mig punt formada per grans dovelles regulars sobre impostes. Al centre, a la clau té un creu esculpida. Al damunt hi ha una fornícula i un rosetó amb calat de pedra. L'espadanya, de dos badius, té la coberta modificada i una bala d'un obús fa de campana. El lateral afegit és neoclàssic amb la coberta volada sobre un ràfec de maó i teula. A l'interior hi ha una pica baptismal de pedra amb una creu en relleu.

## Història
La llinda de la porta data del 1625. Ha sigut bastit amb models del romànic, però la planta rectangular sense absis i altres elements fan pensar que no data de l'edat mitjana i que 1625 és ben bé la data de construcció. Encara queden restes de la rectoria, tapades per la vegetació que comunicava directament amb l'església.